# Distretto di Santo Toribio
Il distretto di Santo Toribio è un distretto del Perù nella provincia di Huaylas (regione di Ancash) con 1.403 abitanti al censimento 2007 dei quali 319 urbani e 1.084 rurali.
È stato istituito il 19 giugno 1990.